# Chained for Life
Chained for Life és una pel·lícula estatunidenca dirigida per Harry L. Fraser, filmada el 1951. És protagonitzada per les germanes siameses Daisy i Violet Hilton, i és considerada una Exploitation film.

## Argument
El director d'un desgraciat teatre ambulant prop de la fallida decideix contractar dues germanes siameses, Dorothy i Viviane Hamilton, per ser l'atracció del seu espectacle. I per atreure més la multitud, té la idea lluminosa organitzar una falsa història d'amor i d'esposalles entre un dels artistes de la tropa i Dorothy. Però aquesta es deixa agafar en el joc i estima de manera sincera qui accepta casar-se amb ella per cobdícia, per abandonar-la alguns dies més tard.
Desesperada per la tristesa de Dorothy, Viviane mata l'infidel. Però si el crim no té cap dubte, la justícia es troba davant d'un dilema insoluble: com castigar l'assassina sense fer pagar igualment la innocent?

## Repartiment
- Les Germanes Hilton
- Mario Laval
- Allen Jenkins
- Patricia Wright
- Alan Keys
- Norvel Mitchell
- Edna Holland